# Perizoma bronnoensis
Perizoma bronnoensis là một loài bướm đêm trong họ Geometridae.